# На станції Василіск
«На станції Василіск» (англ. On Basilisk Station) — перший роман Дейвіда Вебера з науково-фантастичної серії «Гонор Гаррінґтон», опублікований у 1993 році видавництвом «Баєн» і виданий у Польщі того ж року Ребісом.
Дія роману відбувається близько 4000 року (XIX століття «епохи діаспори»). Людство колонізувало зорі і населяє кілька тисяч зоряних систем і, подорожуючи між ними, використовує так звані гравітаційне приведення в рух і червоточні отвори, що дозволяє надшвидкі міжзоряні перельоти. Планетні системи з більш ніж однією червоточною канавкою називають «черв'ячним вузлом», а їхні країни, як правило, є заможними завдяки контролю та оподаткуванню стику — важливих пунктів передачі міжзоряної економіки. Однією з таких систем є Мантикора, з якої походять головні герої роману. Слід зазнаючи, що однією з державоформуючих націй системи вважаються українці[джерело?].
Військово-морський офіцер Зоряного королівства Мантикора (Star Kingdom Manticore) Гонор Гаррінґтон отримує своє перше незалежне командування: крейсер «Безстрашний» (англ. «HMS Fearless»). Прибувши на борт, вона швидко виявляє, що корабель призначений для випробування «гравітаційного списа» — нової, неефективної та нестабільної системи зброї, встановленої за рахунок більшості раніше наявних ключових озброєнь. Через кілька днів військові маневри закінчуються поразкою «Безстрашного» і різким падінням моралі екіпажу. Корабель переїжджає до Василіска — системи, що контролюється Королівством на іншому кінці червоточини, трактується командуванням як «точка заслання» для непрофесійних та неугідних офіцерів. Тут Гонор має вирішити низку проблем, серед яких низька довіра екіпажу до свого командира; небажання військової влади Василіска сприяти Королівському флоту; перший офіцер, що ревнує її до посади (через попередні власні плани на цей пост та менший досвід новопризначеної); процвітаюча система контрабанди; конфлікт з місцевим, розумним видом; і нарешті шпигуни конкуруючої та потенційно ворожої держави, Народної Республіки Гейвен.

## Ключові персонажі
Гонор Стефані Гаррінґтон — головна героїня роману. Командувачу Королівського військово-морського флоту Мантикори близько 40-ка років, на час початку роману. Вона походить зі Сфінкса, планети з підвищеною силою тяжіння, що робить його мешканців вищими, краще збудованими і сильнішими, ніж більшість людей освоєного космосу. Автор описує її як жінку з азіатськими рисами обличчя та чорним волоссям. В обов’язковому порядку вона налаштована довести свою цінність. Має проблеми із самооцінкою.
Німіц — названий на честь видатного американського адмірала предствник розумного позаземного виду, схожого деревного кота, що людьми зі Сфінксу використовується як симбіонт та значно неодоцінений за розумовими здібностями мешканцями інших планетних систем. Німіц пов'язаний з Гонор ментальним зв’язком. Це розумне створіння розміру і форми кота, але воно має додаткову пару вловимих лап. Він не вміє говорити, він говорить переважно жестикуляцією. Також він відомий своїм злісним почуттям гумору.
Елістер Маккеон — лейтенант-коммандер, старпом КЕВ «Безстрашний», перший офіцер «Безстрашного». Охарактеризований як «низький і квадратний», він фахівець із тактики та систем озброєння. Він був безстрашним командиром при своєму попередньому капітані, що спочатку є джерелом його неприязни до Гонор — він вважає, що він повинен отримати її посаду.
Джеймс Макґвіс — стюард Гонор Гаррінґтон. У романі йдеться, що вони знали один одного до того, як Гонор прийняла командування «Безстрашним». Спокійний, піклується про правила та дбає про командира Гаррінґтон.
Прескотт «Скотті» Тремейн — наймолодший офіцерський офіцер «Безстрашного», курсант. Розумний і сприйнятливий, іноді дивує своїх підлеглих, але йому бракує досвіду. Застований Гонор для організації виявлення та моніторингу потоку контрабанди.
Горацій Гаркнес — пті-офіцер, ракетний технік КЕВ «Безстрашний». Декілька разів мав взискання через контрабанду, вживання алкоголю та бої з морськими солдатами. Відмінний хакер і фахівець з контрабанди (в основному через власний досвід). Вважає себе «художником мистецтва обману персоналу».
Леді Естель Мацуко — губернатор системи Василіска від імені Королівства та найвищий представник цивільного уряду. Вона розчарована попередніми, не дуже якісними офіцерами, відправленими до системи. Має добрі контакти з кількома корінними племенами.

## Місця
Зоряне королівство Мантикора — парламентська монархія, що складається з двох зоряних систем з королевою Елізабет III Вінтон та двох палат парламенту — палати лордів зі спадковими посадами та палати громад, парламенту. Він розташований у системі подвійних зірок Мантикора, що складається з трьох планет: планети Мантикора і Грифон, що обертаються навколо Мантикори А, і планети Сфінкса, що обертається навколо Мантикори Б. Під контролем Королівства знаходиться Вузол Манторіра Черв'яків, набір із шести червоточин, які становлять основу багатства держави. Один із них перебуває на відстані кількох світлових років від Землі; інші — наближені до системи Тревор-зір, окупованої Народною Республікою; найновіша виявлена червоточина, спрямована до Василіска, позасистемної власності Царства. Дейвід Вебер створив Мантикору на базі Великої Британії. Проте одним з головних народів, які колонізували планетну систему королівства були українці[джерело?].
Василіск — система, що контролюється Королівством і включена до нього як провінція. Він служить основною торговою точкою між оточуючими країнами та Мантикорою. Він містить одну планету під назвою Медуза, описану як «заболочену, зарослу мохами та без нюху». Окрім співробітників адміністрації та торгових закладів, його населяє інтелектуальна раса Стільт, технологічно розвинена на рівні раннього середньовіччя.
Народна Республіка Гейвен — головний противник королівства, друга за величиною держава ойкумени, що проводить агресивну зовнішню політику, анексуючи сусідні системи та працює за неефективною моделлю планової економіки, яка залишається незмінною вже більше століття. Її політична система базується на кастовій системі, поділеній на долістів та правлячих законодавців.